# Вильком, Генрих Мориц
Генрих Мориц Вильком (нем. Heinrich Moritz Willkomm; 29 июня 1821 Розенбах, Саксония — 26 августа 1895, Богемия) — немецкий ботаник и географ, исследователь флоры Пиренейского полуострова.

## Биография
Вильком преподавал в Лейпцигском университете. Позже он находился на должности профессора естествознания в Тарандте, Дерптского университета и, наконец, с 1874 по 1892 годы был профессором и директором Карлова университета в Праге.
В 1840 годы он предпринимал путешествия по Иберийскому полуострову, посетил Испанию и Португалию. Вильком считался авторитетным специалистом по флоре этого региона Европы.
Вместе с лесоводом Робертом Гартигом (1839—1901) он считается основателем лесной фитопатологии.
Им издано множество трудов по различным областям ботаники. Его произведения содержат много ценных литографических иллюстраций различных объектов ботанических исследований. Красиво выполненные, раскрашенные от руки, литографии точно отражают все значимые детали описываемых в его книгах растений.
Изданный им ботанический атлас пользовался большой популярностью, выпускалось пять дополнительных изданий между 1885 и 1909 годами.

## Труды
- Icones et descriptiones plantarum novarum…, praecipue Hispaniae., 1852—1862
- Die Wunder des Mikroskops oder die Welt im kleinsten Raume. Лейпциг, 1861
- Prodromus florae hispanicae. 1861—1880, Прил. 1893 совместно с Иоганном Ланге
- Die mikroskopischen Feinde des Waldes. в 2 частях, Дрезден, 1866 и 1867
- Forstliche Flora von Deutschland und Österreich. Лейпциг, 1887
- Atlas der Botanik., 1873
- Deutschlands Laubhölzer im Winter. Дрезден, 1880
- Illustrationes florae Hispaniae insularumque Balearium., 1881—1892
- Naturgeschichte des Pflanzenreichs nach dem Linneschen System. Эсслинген, 1890

## Растения, названные именем Вилькома
Род  Willkommia Nyman, 1879, из семейства Злаки, или Мятликовые (Poaceae).
Опубликовано несколько десятков названий видов с эпитетом, образованным от имени Вилькома, например:
- Астра Вилькома (Aster willkommii Sch.Bip.)
- Горлюха Вилькома (Picris willkommii (Sch.Bip.) Nyman)
- Ястребинка Вилькома (Hieracium willkommii Scheele)

Многие виды, ранее названные именем Вилькома, ныне вошли в синонимику других видов, например:
- Шаровница Вилькома (Globularia willkommii Nyman) = Globularia punctata Lapeyr. (Шаровница точечная)